# Mariner 1
A Mariner 1 construída para conduzir o primeiro sobrevôo planetário estadunidense de Vênus, foi a primeira espaçonave do programa Mariner interplanetário da NASA. A espaçonave realizou uma série de experimentos para determinar a temperatura de Vênus, bem como para medir campos magnéticos e partículas carregadas perto do planeta e no espaço interplanetário. O Mariner 1 foi lançado por um foguete Atlas-Agena do Pad 12 do Cabo Canaveral em 22 de julho de 1962. Logo após a decolagem, erros na comunicação entre o foguete e seus sistemas de orientação terrestres fez com que o foguete se desviasse do curso e teve que ser destruído por segurança.

## Nave espacial
Três espaçonaves Mariner R completas foram construídas: duas para lançamento e uma para teste e para servir como sobressalente.:174 Além de suas capacidades científicas, a Mariner também teve que transmitir dados de volta para a Terra a uma distância de mais de 26 000 000 milhas (42 000 000 km), e para sobreviver à radiação solar duas vezes mais intensa do que a encontrada na órbita terrestre.:176

### Estrutura

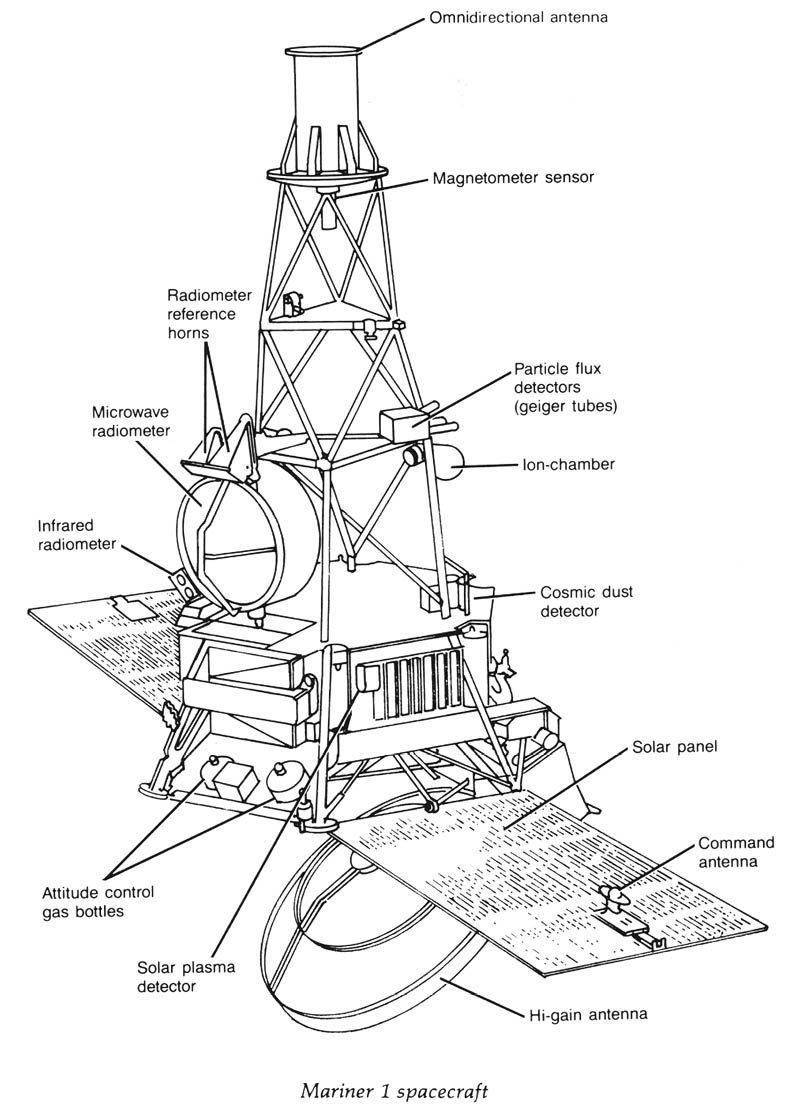
Diagrama da Mariner 1

Todas as três espaçonaves Mariner R pesavam cerca de 3 lb (1,4 kg) do peso do projeto de 447 lb (203 kg), 406 lb (184 kg) dos quais eram dedicados a sistemas não experimentais: sistemas de manobra, combustível e comunicações equipamento para receber comandos e transmitir dados. Uma vez totalmente implantado no espaço, com suas duas "asas" de painéis solares estendidas, o Mariner R tinha 12 pés (3,7 m) de altura e 16,5 pés (5,0 m) de largura. O corpo principal da nave era hexagonal com seis caixas separadas de equipamentos eletrônicos e eletromecânicos. Dois dos casos compreendiam o sistema de energia: quadro de manobra que regulava e transmitia energia das células solares 9 800 para a bateria de armazenamento de prata-zinco recarregável de 33,3 lb (15,1 kg) de 1 000 watts Mais dois incluíam o receptor de rádio, o transmissor de três watts e sistemas de controle para os experimentos de Mariner. O caso # 5 continha componentes eletrônicos para digitalizar os dados analógicos recebidos pelos experimentos para transmissão. O sexto caso carregava os três giroscópios que determinavam a orientação do Mariner no espaço. Também continha o computador central e o sequenciador, o "cérebro" da espaçonave que coordenava todas as suas atividades de acordo com o código em seus bancos de memória e em uma programação mantida por um relógio eletrônico sintonizado em um equipamento na Terra.:175
Na parte traseira da espaçonave, um motor de foguete monopropelente hidrazina anidra) 225 N foi montado para correções de curso. Um sistema de estabilização alimentado por gás nitrogênio de dez bicos de jato controlados pelos giroscópios de bordo, sensores do Sol e sensores da Terra, manteve o Mariner devidamente orientado para receber e transmitir dados para a Terra.:175
A antena parabólica primária de "alto ganho" também foi montada na parte inferior da espaçonave e mantida apontada para a Terra. Uma antena omnidirecional no topo da Mariner R transmitia às vezes que a espaçonave estava rolando ou caindo de sua orientação apropriada, para manter contato com a Terra, embora seu sinal fosse muito mais fraco. O Mariner R também montou pequenas antenas em cada uma das asas para receber comandos das estações terrestres.:175-176
O controle de temperatura era passivo, envolvendo componentes isolados e altamente reflexivos; e ativo, incorporando venezianas para proteger o estojo que transporta o computador de bordo. Na época em que o Mariner R foi construído, não existia nenhuma câmara de teste para simular o ambiente solar próximo a Vênus, então a eficácia dessas técnicas de resfriamento não poderia ser testada até a missão ao vivo.:176

### Pacote científico

#### Experiências
Os experimentos para a medição de Vênus e do espaço interplanetário incluíram:
- Um microfone de cristal para medição da densidade da poeira cósmica, montado na moldura central.
- Um detector de prótons para a contagem de prótons de baixa energia no vento solar, também montado na estrutura central.
- Dois tubos Geiger-Müller (GM) e uma câmara de íons, para medir partículas carregadas de alta energia no espaço interplanetário e no equivalente venusiano dos cinturões Van Allen da Terra (se existissem). Estes foram montados no eixo longo do Mariner para evitar os campos magnéticos do equipamento de controle, bem como a radiação secundária causada por raios cósmicos que atingem a estrutura metálica da espaçonave.
- Um tubo GM de finalidade especial Anton, para medir a radiação de baixa energia, particularmente perto de Vênus, também montado longe do quadro central.
- Um magnetômetro fluxgate[5] de três eixos para medir os campos magnéticos do Sol e de Vênus, também montado longe da moldura central.
- Um radiômetro de micro-ondas, com 20 pol. (510 mm) de diâmetro e 3 pol. (76 mm) de profundidade, antena parabólica projetada para varrer Vênus para cima e para baixo em dois comprimentos de onda de micro-ondas (19 mm e 13,5 mm), desacelerando e revertendo quando encontrou um ponto de acesso. O comprimento de onda de 19 mm foi para medir a temperatura da superfície do planeta, enquanto o comprimento de onda de 13,5 mm mediu a temperatura das nuvens de Vênus. O instrumento foi montado logo acima da moldura central.
- Dois sensores ópticos infravermelhos para medição paralela da temperatura de Vênus, um de 8 a 9 mícrons, o outro de 10-10,8 mícrons, também montados acima da estrutura centra.[3][6]:9[7]

Não incluída no Mariner R estava uma câmera para fotos visuais. Com pouco espaço de carga útil, os cientistas do projeto consideraram uma câmera um luxo desnecessário, incapaz de retornar resultados científicos úteis. Carl Sagan, um dos cientistas do Mariner R, lutou sem sucesso por sua inclusão, observando que não só pode haver quebras na camada de nuvem de Vênus, mas "que as câmeras também podem responder a perguntas que éramos burros demais para sequer fazermos".

### Plano de voo e operações terrestres

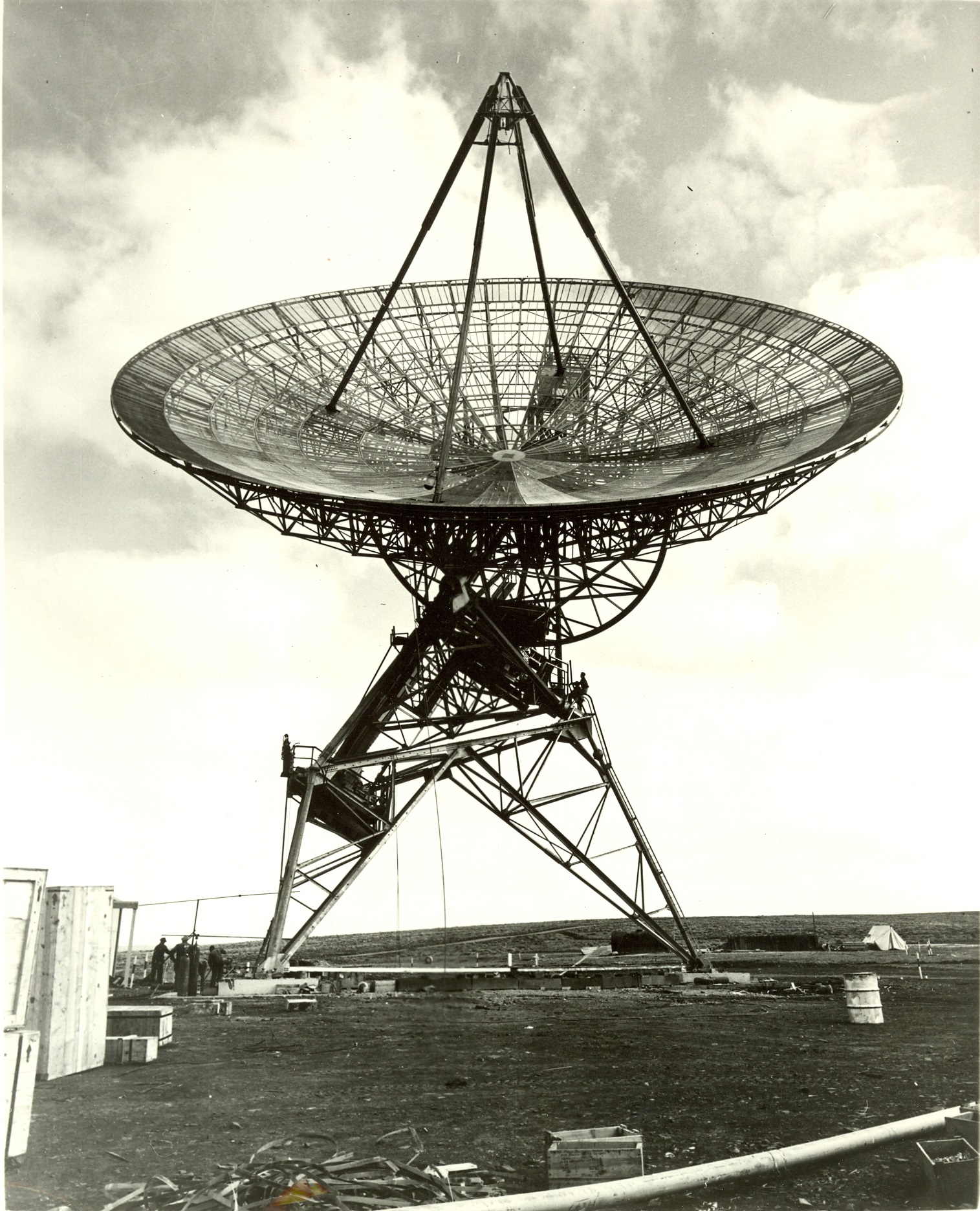
Woomera

O objetivo do projeto Mariner R era lançar as duas espaçonaves operacionais dentro de um período de 30 dias em caminhos ligeiramente diferentes, de modo que elas chegassem a Vênus no mesmo período de nove dias, 8-16 de dezembro. Levando em consideração o movimento da Terra e de Vênus, bem como as capacidades de lançamento do Atlas-Agena e o peso de sua carga, os engenheiros do JPL determinaram que houve um período de 51 dias, entre 22 de julho e 10 de setembro, durante o qual um lançamento foi possível. Apenas o Complexo de Lançamento do Cabo Canaveral 12 estava disponível para o lançamento dos foguetes Atlas-Agena, e levou 24 dias para preparar um Atlas-Agena para o lançamento. Isso significava que havia apenas uma margem de erro de 27 dias para uma programação de dois lançamentos.:174
Cada Mariner seria lançado em uma órbita de estacionária, após o que o Agena dispararia uma segunda vez, enviando o Mariner em seu caminho para Vênus (erros na trajetória seriam corrigidos por uma queima no meio do curso dos motores a bordo do Mariner). O rastreamento de radar em tempo real da espaçonave Mariner enquanto estava em órbita após sua partida foi fornecido pelo Atlantic Missile Range, com estações em Ascension e Pretória, enquanto o rastreamento óptico foi fornecido pelo Observatório Palomar. O suporte do espaço profundo foi fornecido por três estações de rastreamento e comunicação em Goldstone, Califórnia, Woomera, Austrália e Joanesburgo, na África do Sul, cada uma separada no globo em cerca de 120° para cobertura contínua.:231-233

## Falha de inicialização

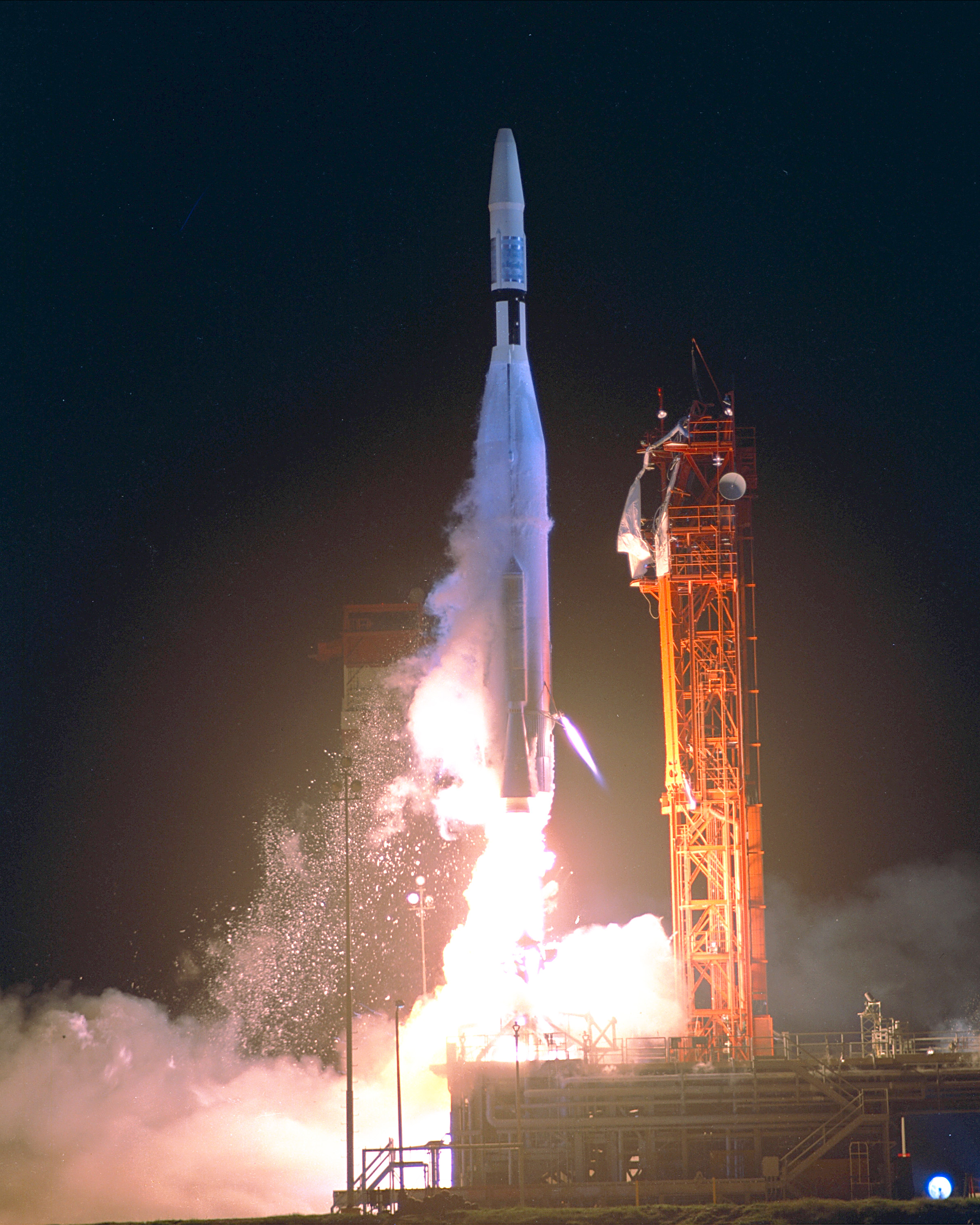
Atlas Agena com Mariner 1

O lançamento do Mariner 1 foi programado para a manhã de 21 de julho de 1962. A contagem regressiva começou às 23h33 EST, após vários atrasos causados por problemas no sistema de comando de segurança de alcance. A preocupação com a causa de um fusível queimado nos circuitos de segurança de alcance fez com que o lançamento fosse cancelado às 2h20 (T menos 79 minutos para o lançamento). Naquela noite, às 23h08, a contagem regressiva foi zerada e procedeu-se com várias retenções, planejadas e não planejadas, até a madrugada do dia seguinte.
Às 4:21:23 da manhã de 22 de julho de 1962, o Atlas-Agena da Mariner 1 decolou do Pad 12. O impulsionador parecia estar funcionando normalmente até que começou a desviar para o nordeste de sua trajetória planejada. Comandos de direção foram enviados para o foguete, mas o Atlas-Agena saiu do curso. Às 4h25, estava claro que se o foguete continuasse em seu curso, ele poderia colidir com o oceano Atlântico Norte, colocando em perigo a navegação ou uma área habitada. Às 4h26min16s, apenas seis segundos antes do segundo estado de Agena ser programado para se separar do Atlas, ponto no qual a destruição do foguete seria impossível, um oficial de segurança ordenou que o foguete se autodestruísse, o que aconteceu.:231-233